# Daniel Andrieu
 (novembre 2021).
Daniel Andrieu, né le 8 aout 1946, est un architecte naval français.

## Biographie
Après des études au Lycée Louis-le-Grand, puis aux Beaux-Arts de Paris, Daniel Andrieu devient journaliste en 1977 à la Revue Bateaux, avant de créer en 1981 Andrieu Yacht Design, son Agence d'architecture navale.
Sa première réalisation, Cifraline, est un Quarter Tonner, voilier de course au large de 8 m, et conçu pour le Championnat du Monde de Course au large 1981 (Quarter Ton Cup) à Marseille.
Il réalise ensuite des bateaux pour la Coupe de l'America. On lui doit également le Sun Fast 3200, un croiseur au large construit par les Chantiers Jeanneau,,, ainsi que le Sun Fast 3300.